# Grupo de Trabalho sobre Populações Indígenas
O Grupo de Trabalho sobre Populações Indígenas (em inglês:  Working Group on Indigenous Populations. WGIP) foi um órgão subsidiário estruturado pelas Organização das Nações Unidas. Foi fundado em 1982, e era um dos seis grupos de trabalho supervisionados pela Subcomissão para Promoção e Proteção dos Direitos Humanos, o principal órgão subsidiário da Comissão das Nações Unidas para os Direitos Humanos, que teve as suas atividades encerradas em 2006.
O órgão tinha como objetivo: rever os progressos relativos à promoção e proteção dos direitos humanos e liberdades fundamentais dos povos indígenas, e o foco à evolução das normas internacionais relacionadas aos direitos indígenas. O grupo participou do processo de estudos e debates que levaria à formulação da Declaração sobre os Direitos dos Povos Indígenas em 2007.
Após a fundação do Conselho de Direitos Humanos das Nações Unidas, o papel do órgão, que era uma subestrutura da Comissão das Nações Unidas para os Direitos Humanos (dissolvida), passou a ser revisto. Alguns governos argumentaram que o órgão havia duplicado o trabalho do Fórum Permanente sobre Questões Indígenas da Organização das Nações Unidas (UNPFII) e que deveria ser descontinuado, enquanto os povos indígenas e as organizações não governamentais apontaram que o UNPFII não era um órgão de direitos humanos e que o Grupo de Trabalho era o único órgão dentro do sistema das Nações Unidas que lidava especificamente com a criação dos padrões relativos aos direitos humanos dos povos indígenas.
Eventualmente, o órgão foi descontinuado e substituído pelo Mecanismo de Peritos sobre os Direitos dos Povos Indígenas, que realizou a sua primeira sessão em Genebra entre 29 de setembro e 3 de outubro de 2008.